# DALL-E
DALL-E (stylizowane na DALL·E), DALL-E 2 i DALL-E 3 – oprogramowanie opracowane przez OpenAI, oparte na sztucznej inteligencji, która generuje obrazy na podstawie podanego opisu tekstowego. Jego nazwa jest zbitką wyrazową WALL·E i Salvador Dalí.
W marcu 2025 DALL-E-3 został zastąpiony w ChatGPT przez natywne możliwości generowania obrazów GPT Image 1.